# Piobbico
Piobbico est une commune italienne d'environ 2 100 habitants, située dans la province de Pesaro et Urbino, dans la région Marches, en Italie centrale.

## Géographie
Piobbico est une commune des Marches, située au pied du Monte Nerone. La commune comprend deux cours d'eau, les rivières Biscubio et Candigliano.

## Histoire
L'histoire du comté de Piobbico est associée à celle de la famille Brancaleoni, qui y régna entre le Moyen Âge (présence attestée au XIIIe siècle) et 1816, date à laquelle la féodalité fut abolie par la Papauté.
Piobbico aurait été accordé en fief à cette famille aux alentours de l'an 1000, époque de l'incastellamento, et pendant les siècles qui suivirent le village se développa sous leur égide. Autour des XIIe et XIIIe siècles, la seigneurie comprend la plus grande partie du Massa Trabaria ; c'est l'apogée des Brancaleoni, dont une branche s'installe à Casteldurante (aujourd'hui Urbania). La famille déclina au cours des siècles suivants, perdant peu à peu de son territoire face à des rivaux ambitieux tels que les Montefeltro ou les papes, et ce malgré son alliance avec d'autres maisons (tels que les Malatesta de Rimini).
Après la fin de la féodalité, le village devint commune libre par décret du pape Léon XII, daté du 21 décembre 1827, et gagna alors ses armes actuelles.
En 1879 est créé le "Club des Moches" à l'initiative du maire et du notaire de l'époque pour marier les "vieilles filles". Depuis, il s'est transformé en "festival des Moches", qui a pour but de tourner en dérision le culte de l'apparence. C'est une réunion bon enfant qui donne l'occasion aux gens du village et d'ailleurs de se réunir autour d'un plat italien de la région, la polenta à la sauce carbonara.
Le festival s'est développé en une association internationale qui compte pas moins de 25 agences et plus de 30 000 membres à travers le monde. Son but est toujours le même: lutter contre le culte de la beauté érigé par la société contemporaine. Mais, il existe d'autre missions organisées par les dirigeants du festival, dont celle d'organiser des évènements et des rencontres pour tenter de trouver une compagne ou un compagnon aux nombreuses personnes à la recherche de l'âme sœur.

## Culture
En 2011, des scènes de Benvenuti al Nord, suite de Benvenuti al Sud (adaptation italienne de Bienvenue chez les Ch'tis) ont été tournées à Piobbico.

## Monuments et patrimoine
Le monument le plus emblématique de la ville est le Château Brancaleoni, ancienne demeure féodale de style Renaissance, récemment restaurée et qui abrite aujourd'hui un musée historique et naturel traitant de l'histoire de la commune et de sa famille seigneuriale.

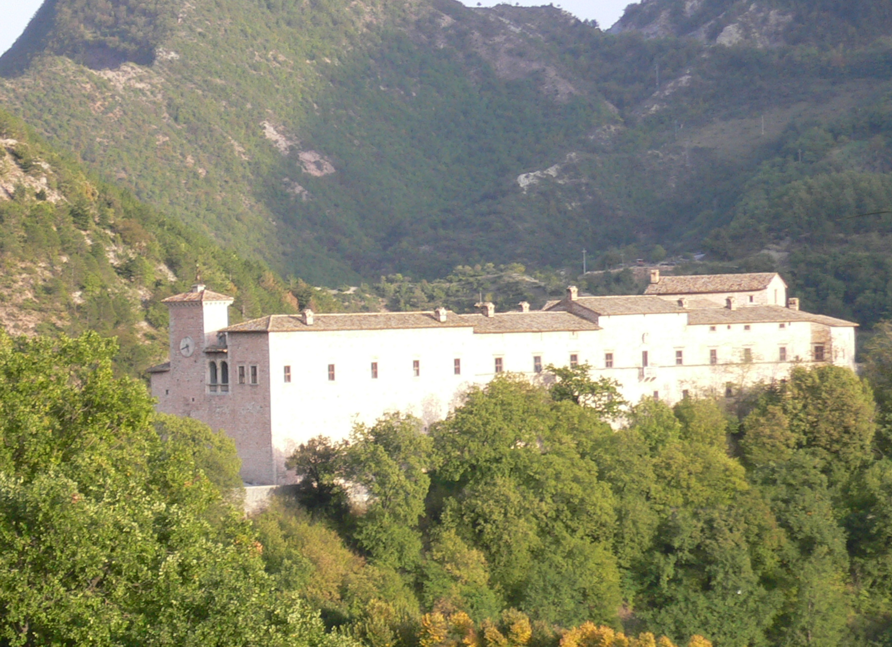
Castello Brancaleoni.
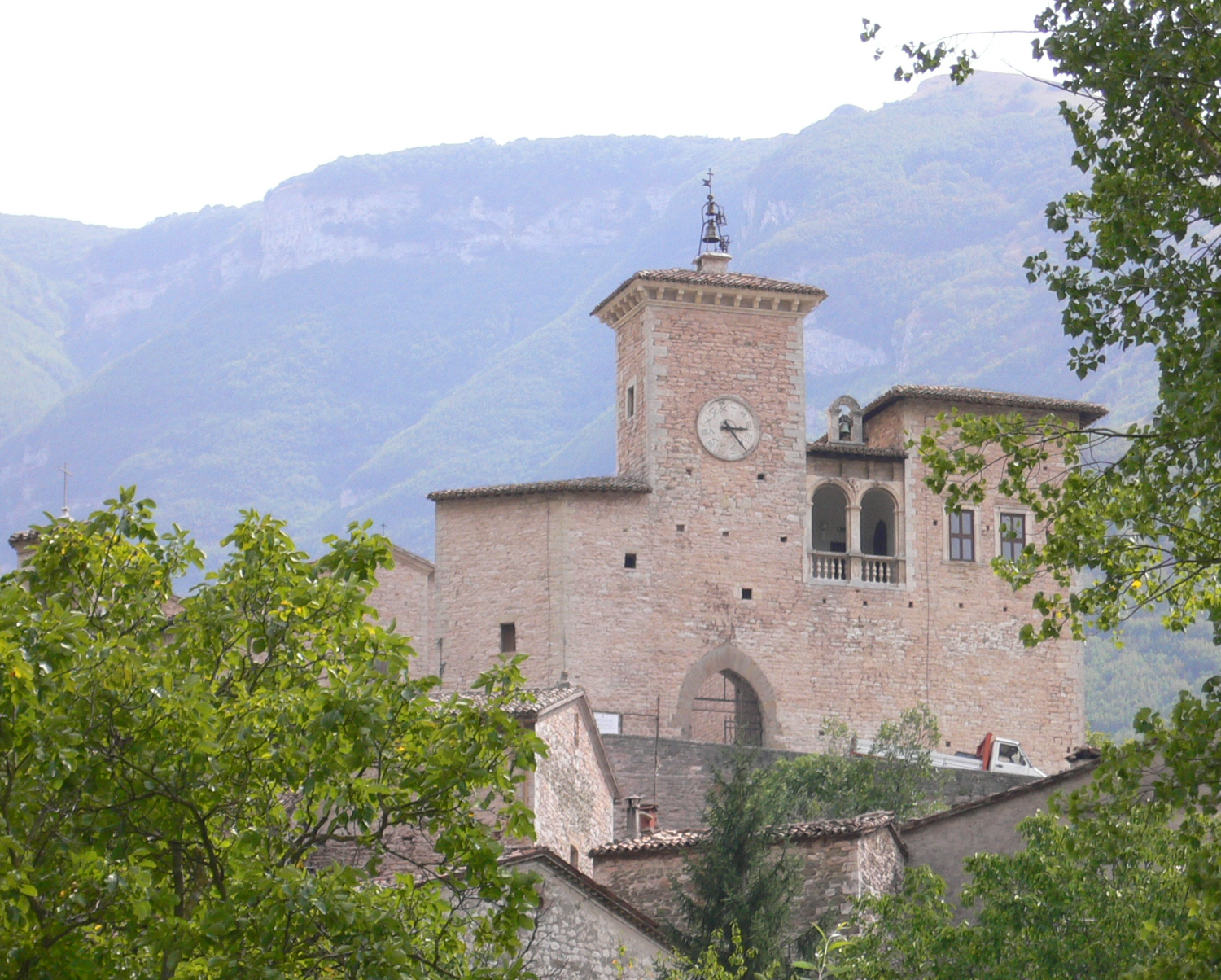
Façade et entrée du Castello Brancaleoni.
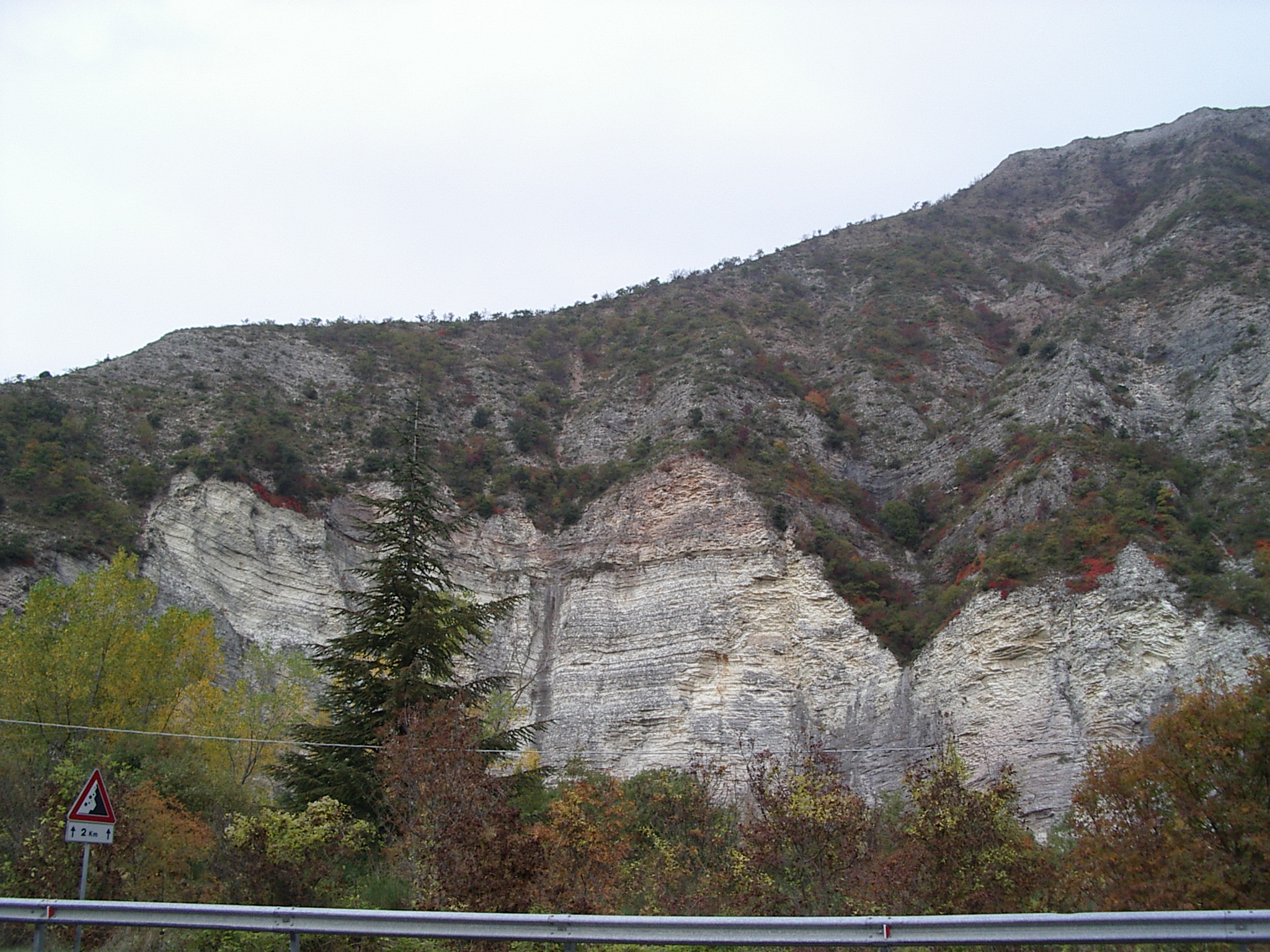
Strates et relief près de Piobbico.

## Administration
| Période                                  | Période | Identité | Étiquette | Qualité |
| ---------------------------------------- | ------- | -------- | --------- | ------- |
|                                          |         |          |           |         |
| Les données manquantes sont à compléter. |         |          |           |         |

### Communes limitrophes
Apecchio, Cagli, Urbania.